# Dick Holub
Richard Wenzel "Dick" Holub (Racine, Wisconsin, 29 de octubre de 1921-Sun City West, Arizona, 27 de julio de 2009) fue un jugador y entrenador de baloncesto estadounidense que disputó una temporada en la NBA. Con 1,98 metros de estatura, jugaba en la posición de pívot.

## Trayectoria deportiva

### Universidad
Jugó en su época de estudiante con los Blackbirds de la Universidad de Long Island, con los que ganó el National Invitation Tournament en 1941. Al año siguiente lideró a su equipo en anotación, dejando el mismo para enrolarse en el ejército. Con él, los Blackbirds consiguieron una racha de 67 victorias por una única derrota.

### Profesional
Tras regresar de filas, jugó una temporada con los Mohawk Redskins de la New York State Proffesional League (NYSPL). Fue elegido en la quinta posición del Draft de la BAA de 1947 por New York Knicks, donde únicamente jugaría una temporada, siendo uno de los mejores anotadores del mismo, al promediar 10,5 puntos por partido.
En 1950 se iría a jugar a la ABL, al equipo de los Paterson Crescents, donde fue el máximo anotador del equipo, con 14,8 puntos por partido. Al año siguiente fichó por los Bridgeport Aer-A-Sols, promediando 10,5 puntos por noche. Su última temporada como profesional la jugaría en los Middletown Guards, donde únicamente jugaría dos partidos, promediando 8 puntos.

### Entrenador
Tras retirarse como jugador en activo, fue entrenador del Farleigh Dickinson College hasta 1966.

## Estadísticas de su carrera en la NBA

### Temporada regular
| Temporada | Edad | Equipo          | Liga | P  | TIT | MIN | TC  | TCA  | %TC  | 3P | 3PA | %3P | TL  | TLA | %TL  | R.OF. | R.DEF. | REB | ASIS | ROB | TAP | PER | FP  | PTS  |
| 1947-48   | 26   | New York Knicks | BAA  | 48 |     |     | 4.1 | 13.8 | .295 |    |     |     | 2.4 | 3.8 | .633 |       |        |     | 0.8  |     |     |     | 3.3 | 10.5 |
| Total     |      |                 | BAA  | 48 |     |     | 4.1 | 13.8 | .295 |    |     |     | 2.4 | 3.8 | .633 |       |        |     | 0.8  |     |     |     | 3.3 | 10.5 |

### Playoffs
| Temporada | Edad | Equipo          | Liga | P | MIN | TCA | TC | 3PA | 3P | TLA | TL | R.OF. | REB | ASIS | ROB | TAP | PER | FP | PTS | %TC  | %3P | %FT  | MIN | PTS | REB | AST |
| 1947-48   | 26   | New York Knicks | BAA  | 3 |     | 9   | 36 |     |    | 8   | 14 |       |     | 0    |     |     |     | 12 | 26  | .250 |     | .571 |     | 8.7 |     | 0.0 |
| Total     |      |                 | BAA  | 3 |     | 9   | 36 |     |    | 8   | 14 |       |     | 0    |     |     |     | 12 | 26  | .250 |     | .571 |     | 8.7 |     | 0.0 |